# Chloroclystis lepta
Chloroclystis lepta là một loài bướm đêm trong họ Geometridae.